# 约翰·纽兰兹
约翰·亚历山大·雷纳·纽兰兹（英語：John Alexander Reina Newlands，常简写为J.A.R.Newlands，1837年11月28日—1898年7月29日），英国分析化学家和工业化学家。

## 生平
生于伦敦，1856年入英国皇家化学学院，跟随奧古斯特·威廉·馮·霍夫曼学习,后任皇家农业学会助理化学师。1860年他参加了加里波第领导的统一意大利的军队，因为他的母亲是意大利人。1864年起他作为分析化学师独立开业，1868～1886年纽兰兹但任一座制糖厂的首席化学家，对制糖工艺有所改进。最后，他离开了制糖厂，重新开始研究分析学。

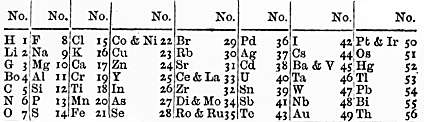
纽兰兹的“元素八音律”周期表，其中许多元素的原子量和现在不一样，而且其行和列与现行周期表相反。

1863年开始，纽兰兹注意到了并开始研究化学元素性质的周期性。1865年他受德国化学家德貝萊納的“三元素组”的启发，把当时已知的61种元素按照当时的相对原子质量的递增顺序排列,发现每隔7种元素便出现性质相似的元素,如同音乐中的音阶一样,因此称为元素八音律。这个想法当时未被人们接受,甚至遭到了很多科学界同行的嘲讽，皇家化学会也拒绝发表他的论文
。
19世纪80年代门捷列夫和尤利乌斯·洛塔尔·迈耶尔因为发现元素周期律而备受赞扬，获颁英国皇家学会的戴维奖章。纽兰兹要求英国皇家学会认可自己当年的发现，1887年皇家学会授予他戴维奖章，表彰他“发现了元素周期律”。他的论文收集在《论周期律的发现》(1884) 一书中。